# Elisabethenanlage

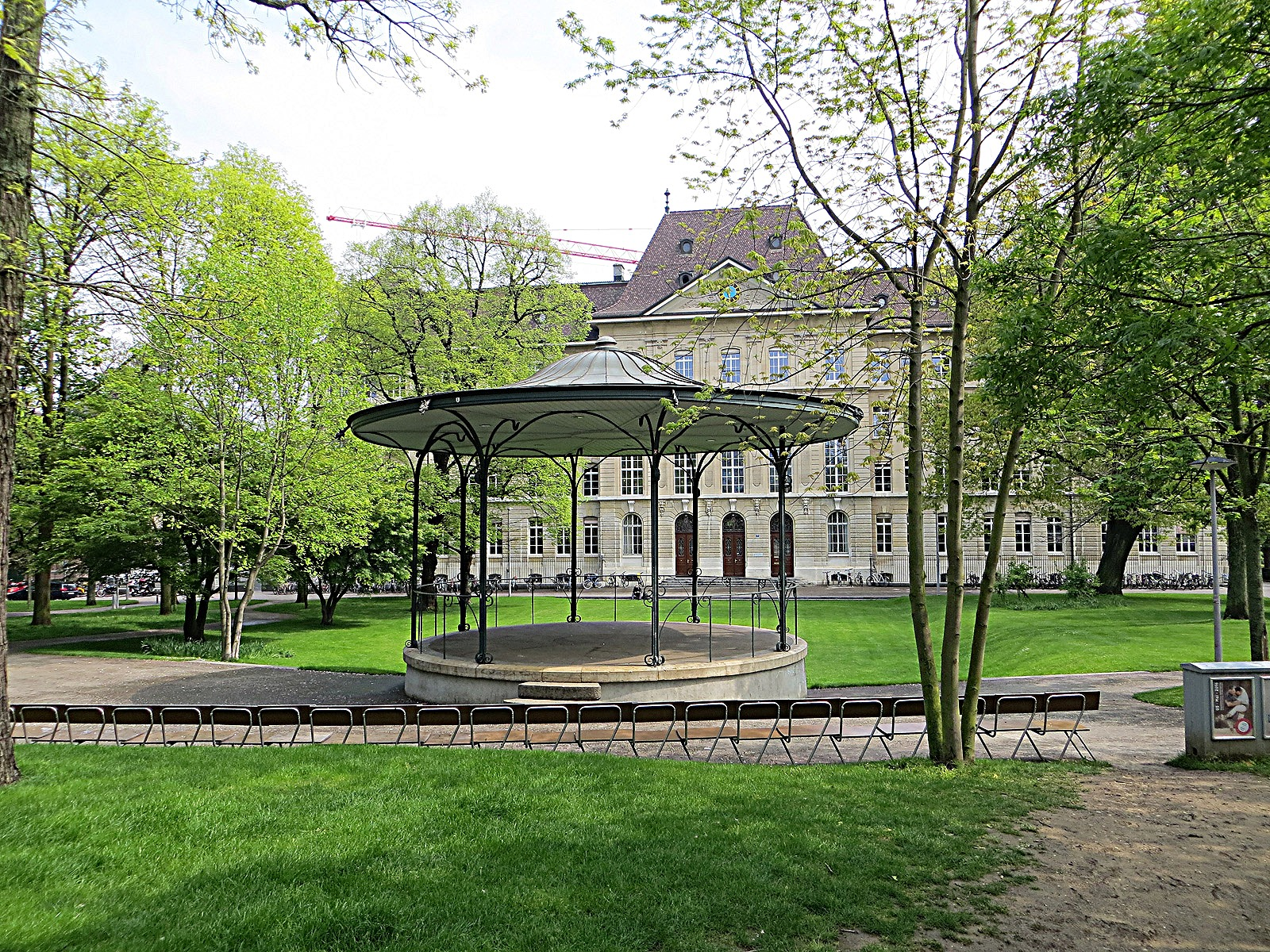
Pavillon in der Elisabethenanlage mit dem De-Wette-Schulhaus im Hintergrund

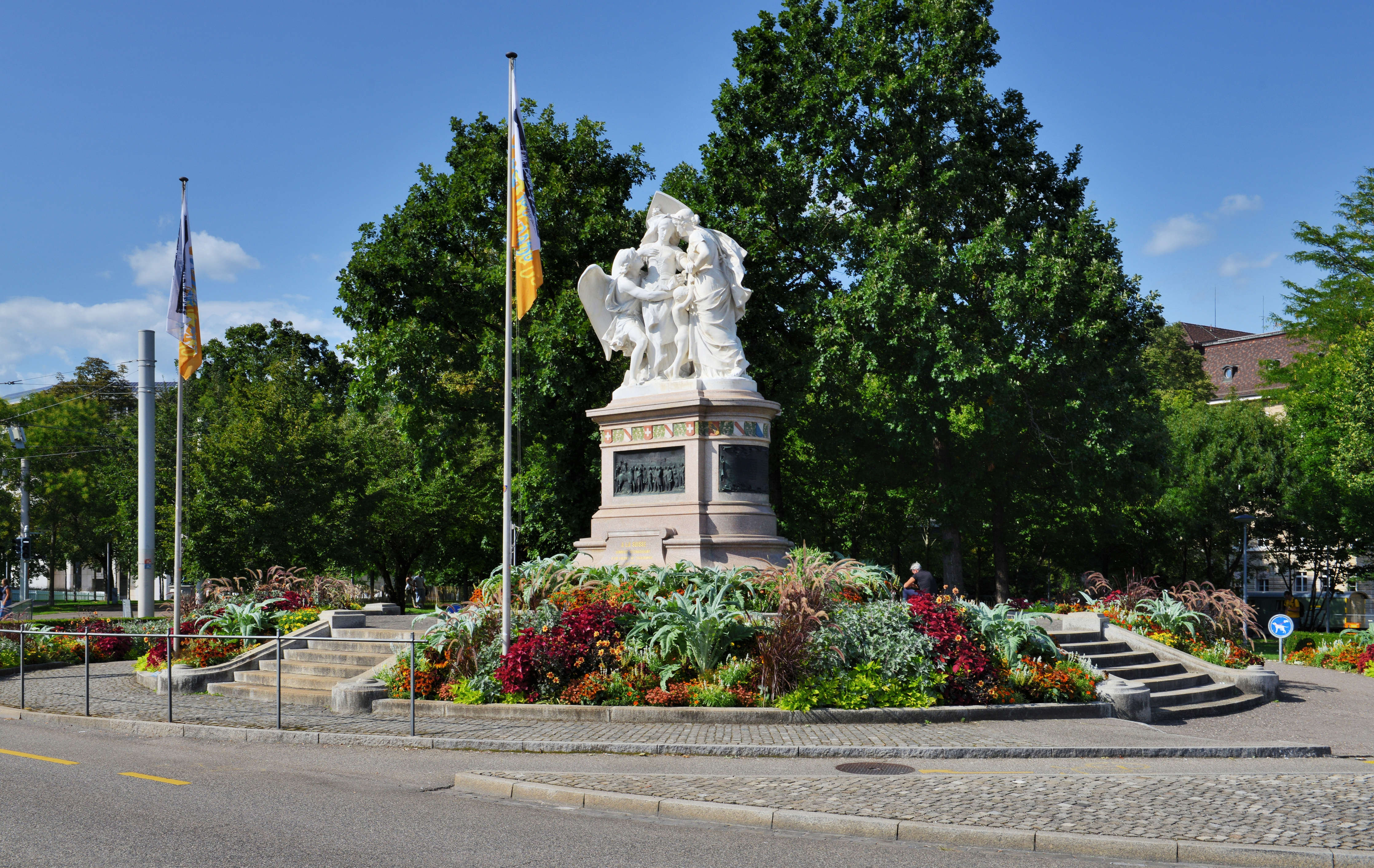
Das Strassburger Denkmal in der Südostecke der Elisabethenanlage

Die Elisabethenanlage (auch De-Wette-Park) ist ein Park und ehemaliger Friedhof in der Schweizer Stadt Basel. Die 1,2 Hektaren grosse Elisabethenanlage liegt in der Nähe des Bahnhofs Basel SBB zwischen dem Centralbahnplatz, der Elisabethenstrasse, dem De-Wette-Schulhaus und dem Aeschengraben. In der Elisabethenanlage befindet sich das Strassburger Denkmal des Bildhauers Frédéric-Auguste Bartholdi.

## Geschichte
1817 entstand auf dem Gebiet eines ehemaligen Rebgartens der Gottesacker St. Elisabethen. Eine Kapelle und ein Leichenhaus wurden um 1850 gebaut. Nach der Eröffnung des Friedhofs Wolfgottesacker 1872 wurden die Bestattungen eingestellt und eine Grünanlage eingerichtet. Die Kapelle wurde um 1901 im Zusammenhang mit dem Bau des De-Wette-Schulhauses abgerissen, während die Leichenhalle erhalten blieb. Auch wenn der Friedhof damals bereits nicht mehr aktiv genutzt wurde, nahm die Leichenhalle nach einer Umgestaltung für kurze Zeit den Platz der abgerissenen Kapelle als kleines Gotteshaus ein, um als «Bestattungskapelle» für beim Schulhausbau exhumierte sterbliche Überreste zu dienen. Später diente sie als Magazin des Kanalisationsbüros und als Übungslokal für Musik. Im Volksmund blieb die ehemalige Leichenhalle bzw. kurzzeitige Friedhofskapelle als Tootehüsli («Totenhäuschen») bekannt. Nach einer Neugestaltung der Elisabethenanlage  2008 wurde im Tootehüsli 2011 ein Café eingerichtet, das den Namen Zum Kuss erhielt.

## Sehenswürdigkeiten
Die auffälligste Sehenswürdigkeit in der Elisabethenanlage ist das 1895 errichtete Strassburger Denkmal des französischen Bildhauers Frédéric-Auguste Bartholdi, der auch als Schöpfer der Freiheitsstatue bekannt ist. Daneben existieren ein Musikpavillon (1905), der Brunnen «Knabe mit Gans» (1866) und weitere Kunstwerke. Im Park befinden sich alte Stechpalmen, Eiben und eine grosse, wahrscheinlich um 1900 gepflanzte Blutbuche.